# Se dice amor
Se dice amor é uma telenovela argentina produzida e exibida pela Telefe entre 1 de dezembro de 2005 e 15 de dezembro de 2006.
Protagonizada por Juan Darthés, Millie Stegman e Eugenia Tobal e antagonizada por Antonio Grimau, Hilda Bernard e Florencia Ortiz. 

## Sinopse
Batista é um renomado atleta que, apesar de alcançar o amor incondicional de Noel , uma lutadora e 
linda mulher da cidade não consegue esquecer o amor de sua vida Florencia, uma socialite que foi presa acusada de um crime que não cometeu. 

## Elenco
| Ator/atriz             | Personagem                                 |
| ---------------------- | ------------------------------------------ |
| Juan Darthés           | Bautista Benegas                           |
| Millie Stegman         | Florencia Acevedo Díaz/ Valentina Visconti |
| Gerardo Romano         | Octavio Ocampo                             |
| Antonio Grimau         | Patricio Benegas                           |
| Eugenia Tobal          | Noel Gutiérrez                             |
| Silvia Kutika          | Juana Benegas                              |
| Alicia Zanca           | Gladys Gutiérrez                           |
| Segundo Cernadas       | Rodrigo García Pueyrredón                  |
| Sabrina Garciarena     | Magdalena Benegas                          |
| Florencia Ortiz        | Miranda Santillán Güemes                   |
| Gigí Ruá               | Consuelo Pueyrredón Ocampo                 |
| Thelma Biral           | Dolores Pueyrredón Benegas                 |
| Mimí Ardú              | Elena Suárez                               |
| Cristina Alberó        | Pilar Pueyrredón                           |
| Osvaldo Santoro        | Horacio García                             |
| Hilda Bernard          | Lorenza Tanoyra de Benegas                 |
| Duilio Marzio          | Duilio Murúa                               |
| Marcelo Alfaro         | Adolfo Benegas                             |
| Diego Olivera          | José Luis «El Puma» Gutiérrez              |
| Gabriela Sari          | Rosa Gutiérrez                             |
| Maite Zumelzú          | Inés Benavente                             |
| Bárbara Napal González | Catalina Benegas                           |
| Mónica Villa           | Tita                                       |
| Estefanía Iglesias     | Lila                                       |
| Miguel Habud           | Salvador                                   |
| Juana Viale            | Dolores «Lola» Ocampo                      |
| Arnaldo André          | Pablo Cuevas                               |
| Pacho Guerty           | Rolo                                       |
| Osvaldo Guidi          | Cabral                                     |
| Fausto Collado         | Ortiz                                      |
| José Luis Alfonzo      | Joaquín Capilla                            |
| Paula Siero            | Micaela Manzo                              |
| Gabriela Cóceres       | Raquel Leiza                               |
| Verónica Vieyra        | Carmen                                     |
| Gabriel Maresca        | Diego                                      |
| Matías Santoianni      | Di Salvo                                   |
| Carlos Girini          | Mújica                                     |
| Andrea Galante         | Verónica                                   |
| Susana Di Gerónimo     | Irma                                       |
| Dorys del Valle        | Amelia Del Pino                            |
| Héctor Calori          | Amadeo                                     |
| Néstor Zacco           | Lucío                                      |
| Pía Uribelarrea        | Miguelito                                  |
| Humberto Serrano       | Manuel Acevedo Díaz                        |
| Fernanda Schiavi       | Andrea                                     |
| Perla Santalla         | Vicenta Alzaga                             |
| Fabián Pizzorno        | Martín Benson                              |
| Mabel Pessen           | Aurora Peralta                             |
| Noemí Morelli          | Dra. García                                |

## Prêmios e Indicações
| Ano  | Prêmio               | Categoria                   | Ator/atriz     | Resultado |
| ---- | -------------------- | --------------------------- | -------------- | --------- |
| 2005 | Premio Martín Fierro | Ator Protagonista de Novela | Antonio Grimau | Nomeado   |
| 2005 | Premio Martín Fierro | Atriz de reparto em Drama   | Perla Santalla | Nomeada   |
| 2006 | Premio Martín Fierro | Ator Protagonista de Novela | Antonio Grimau | Nomeado   |
| 2006 | Premio Martín Fierro | Atriz de reparto em Drama   | Thelma Biral   | Ganhadora |